# Reunió (Star Trek: La nova generació)
"Reunió" (títol original en anglès "Reunion") és el setè episodi de la quarta temporada de la sèrie de televisió de ciència-ficció estatunidenca Star Trek: La nova generació, i el 81è de tota la sèrie. Es va emetre originalment en redifusió als Estats Units el 5 de novembre de 1990. Va ser dirigit per Jonathan Frakes.
Ambientada al segle XXIV, la sèrie segueix les aventures de la tripulació de la nau de la Flota Estel·lar de la Federació Enterprise-D sota el comandament del capità Jean-Luc Picard. En aquest episodi, l'ambaixadora K'Ehleyr torna a l' Enterprise per aconsellar al capità Picard, que ha estat escollit com a part neutral per arbitrar la selecció del nou líder klíngon entre dos candidats, Gowron i Duras, un dels quals se sospita que és un traïdor.

## Argument
La nau estel·lar Enterprise es troba amb un creuer de batalla klíngon classe Vor'cha i l'ambaixadora K'Ehleyr (Suzie Plakson) demana parlar amb el capità Picard (Patrick Stewart) sobre un "assumpte urgent". Quan és transportada a bord, porta un jove klíngon (Jon Paul Steuer); basant-se en trobades romàntiques anteriors amb K'Ehleyr, el tinent Worf (Michael Dorn) sospita que el noi és el seu fill. K'Ehleyr adverteix a l'estat major d'una lluita de poder a l'Imperi Klíngon i implora a Picard que es trobi amb el canceller K'mpec (Charles Cooper) a bord del creuer de batalla. A la nau klíngon, K'mpec revela que ha estat enverinat i que s'està morint lentament, i insisteix que Picard es converteixi en l' Àrbitre de Successió i identifiqui el seu assassí. Sospitosa que és Gowron o Duras, els dos desafiadors de la successió, i adverteix a Picard que permetre que un klíngon que utilitzi verí es converteixi en canceller podria provocar una guerra entre l'Imperi Klíngon i la Federació (ja que matar de manera anònima es considera un deshonor).
Worf finalment el coneix i passa temps amb el noi klíngon, i està preocupat per la manca d'interès del noi per convertir-se en un guerrer. En un moment privat amb Worf, K'Ehleyr confirma que el nen és el seu fill, Alexander, però el va amagar de Worf per por que Worf li demanés que prestés el jurament de matrimoni klíngon. Worf, ja carregat per la seva desaprovació, tem pel futur d'Alexander, donat l'estigma del seu cognom.
Els dos rivals per al lideratge del consell, Gowron (Robert O'Reilly) i Duras (Patrick Massett), arriben per als Ritus de Successió. Els ritus comencen amb Picard, Duras, Gowron i K'Ehleyr confirmant que K'mpec ha mort, però una bomba detona a la sala d'actes, provocant la mort de dos klíngons sense nom. Picard decideix dibuixar els Ritus utilitzant una cerimònia arcaica per donar temps a la tripulació de l' Enterprise per completar una anàlisi forense sobre els klíngons morts. Tot i que ambdós es molesten per la forma més llarga, Gowron i Duras no tenen més remei que acceptar continuar els Rites.
La tripulació de l' Enterprise descobreix que l'explosió prové d'una bomba romulana que portava un dels guàrdies de Duras. A causa de la negativa de Picard a explicar les circumstàncies de la desaprovació de Worf, K'Ehleyr comença la seva pròpia investigació i descobreix que el pare de Duras va ser el veritable traïdor de la massacre de Khitomer. Duras, notificat de l'accés de K'Ehleyr als registres, s'enfronta a ella i la fereix mortalment. Worf i Alexander descobreixen K'Ehleyr a temps perquè ella reveli que Duras la va atacar; abans de morir, li promet a Worf que cuidarà d'Alexander. Worf agafa un bat'leth de les seves estances i es transporta a la nau de Duras, on desafia a Duras a combatre sota el Dret de la Venjança. Duras inicialment rebutja el repte, però l'accepta quan Worf afirma que K'Ehleyr era la seva companya. Riker, Data i un altre oficial de l' Enterprise aborden la nau de Duras per aturar Worf, però no poden evitar que mati Duras en combat. Amb Duras mort i sense cap altre rival present, Gowron és nomenat Canceller de l'Imperi.
Després que els klíngons marxin, Picard recrimina a Worf per haver matat Duras. Encara que Worf defensa les seves accions com a vàlides sota la llei Klíngon, Picard li recorda que és abans de res un oficial de la Flota Estel·lar i posa una reprimenda formal al registre de Worf. Tot i que la mort de Duras significa que ja no hi ha cap raó per amagar la veritat sobre la massacre de Khitomer, Worf explica a Picard que l'Alt Consell no admetrà les seves accions i promet que ell i el seu germà els convènceran de dir la veritat. Worf i Alexander ploren la seva pèrdua, i Worf posa el nen a cura dels seus pares adoptius Serguei i Helena Rozhenko.

## Repartiment i doblatge al català
La sèrie va ser doblada al català pels estudis Tramontana (primera part) i Soundtrack (segona part) i emesa a TV3 l’any 1991. Els dobladors de l'episodi foren:
| Personatge         | Actor/actriu    | Veu en català        |
| ------------------ | --------------- | -------------------- |
| Jean-Luc Picard    | Patrick Stewart | Joan Crosas          |
| William Riker      | Jonathan Frakes | Antoni Forteza       |
| Data               | Brent Spinner   | Joaquim Sota         |
| Geordi La Forge    | LeVar Burton    | Aleix Estadella      |
| Worf               | Michael Dorn    | Enric Arquimbau      |
| Beverly Crusher    | Gates McFadden  | Aurora Garcia        |
| Deanna Troi        | Marina Sirtis   | Victòria Pagès       |
| Wesley Crusher     | Will Wheaton    | Roger Pera           |
| K'Ehleyr           | Suzie Plakson   | Azucena Díaz         |
| Gowron             | Robert O'Reilly | Manel Català         |
| Duras              | Patrick Massett | Enric Serra Frediani |
| Alexander Rozhenko | Jon Paul Steuer | Núria Trifol         |
| K'mpec             | Charles Cooper  | Manuel Lázaro        |

## Producció
Amb aquest episodi, Brannon Braga es va unir a l'equip de redacció de Star Trek. Durant la seva carrera va participar en un total de 24 guions per a Star Trek: La nova generació, 48 per Star Trek Voyager, 37 per Star Trek Enterprise i dos llargmetratges.
Al començament del desenvolupament del guió, la idea era que K'Ehleyr tornés i presentés el seu fill a Worf. També es rumorejava que havia entrat en una relació amb Duras, però aquesta idea es va descartar ràpidament. En canvi,el productor creador Michael Piller va suggerir que la matés Duras, perquè només un acte així seria prou greu com per provocar que Worf matés Duras.

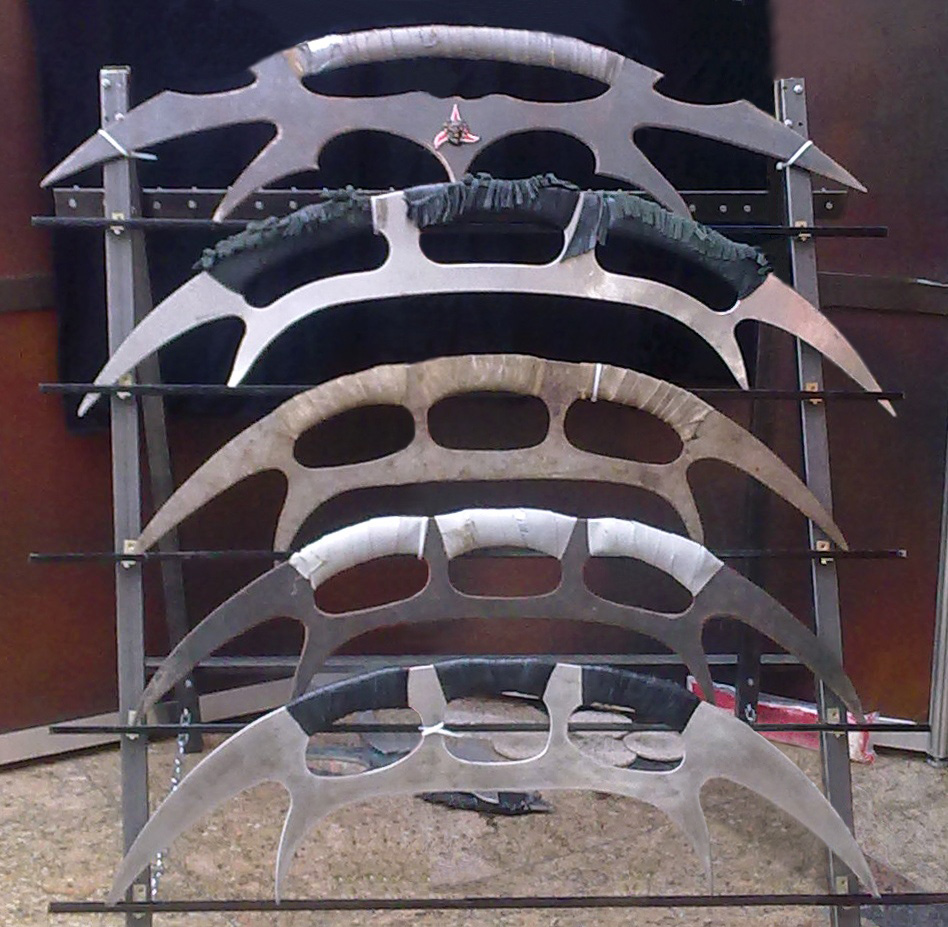
Diverses variants de Bat’leths klíngon

Aquest episodi va introduir una nau espacial Klingon a la franquícia Star Trek, la "Vor'cha", que va ser dissenyada per Rick Sternbach; el model va ser construït per Greg Jein. Aquest també era el primer episodi amb el personatge recurrent klíngon Gowron, que apareixeria en episodis posteriors tant de TNG com de Star Trek: Deep Space Nine; el personatge va ser interpretat per Robert O'Reilly.
El bat'leth es va fer a petició de l'actor Michael Dorn, que volia retratar els duels klíngons com a menys bàrbars i més inspirats en les arts marcials. A Ronald D. Moore també li va agradar aquesta idea i va encarregar a Dan Curry, el productor d'efectes visuals, que la dissenyés per aquest episodi. A Curry només se li va donar la instrucció vaga que hauria de ser una arma de fulla que es pogués sostenir de diferents maneres. Aleshores es va fixar l'objectiu de desenvolupar una arma que tingués un aspecte tan únic com fos possible, però que també fos ergonòmicament sòlida. Curry tenia en ment una arma corba que estava fortament inspirada en els tipus d'armes de l'Extrem Orient. Finalment va combinar elements del ganivet Khukuri nepalí, la destral xinesa de doble tall, el Lu jiao dao i l'espasa Tai Chi.

Inspiracions pels Bat’leth
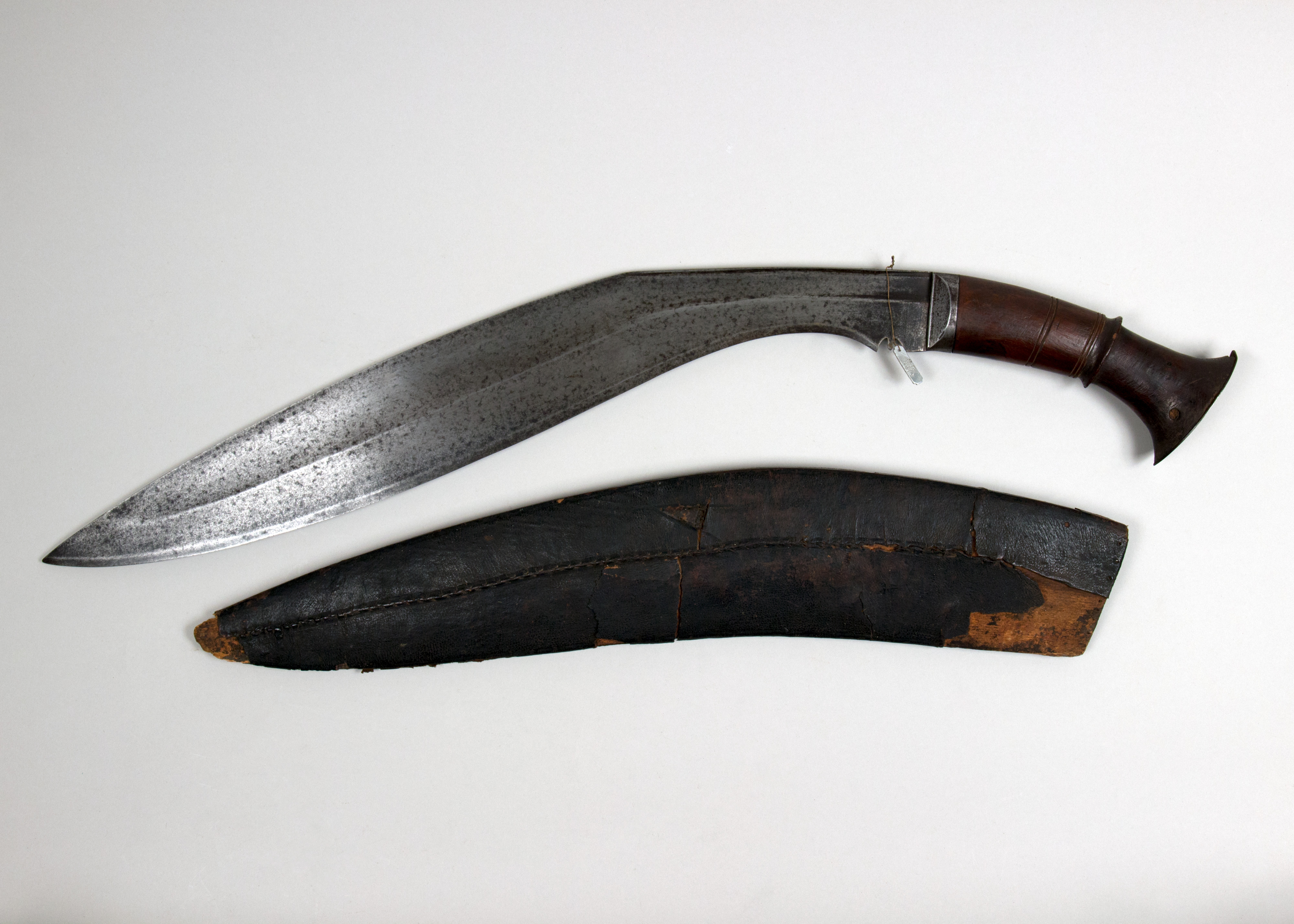
Khukuri
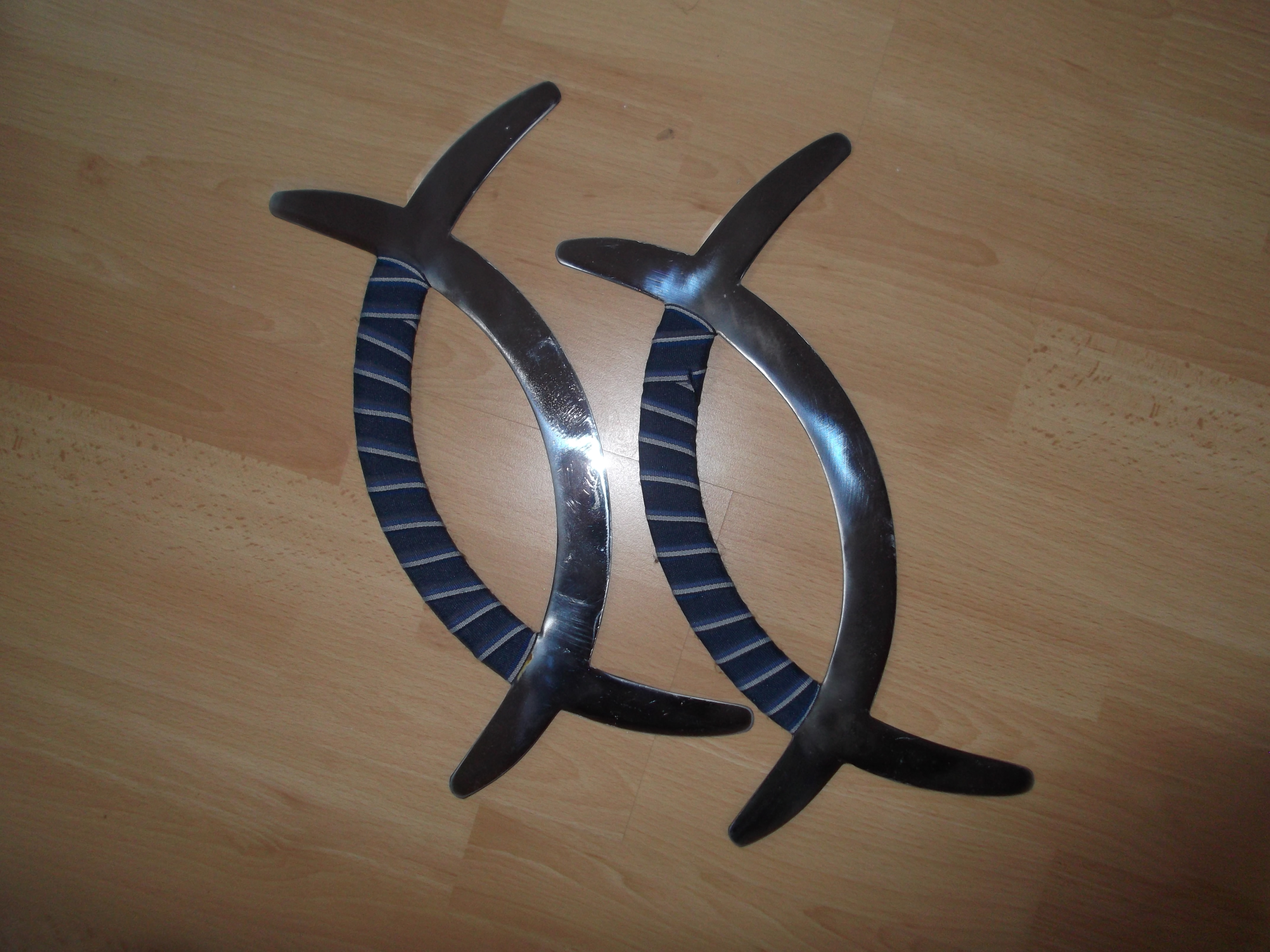
dos Lu jiao dao
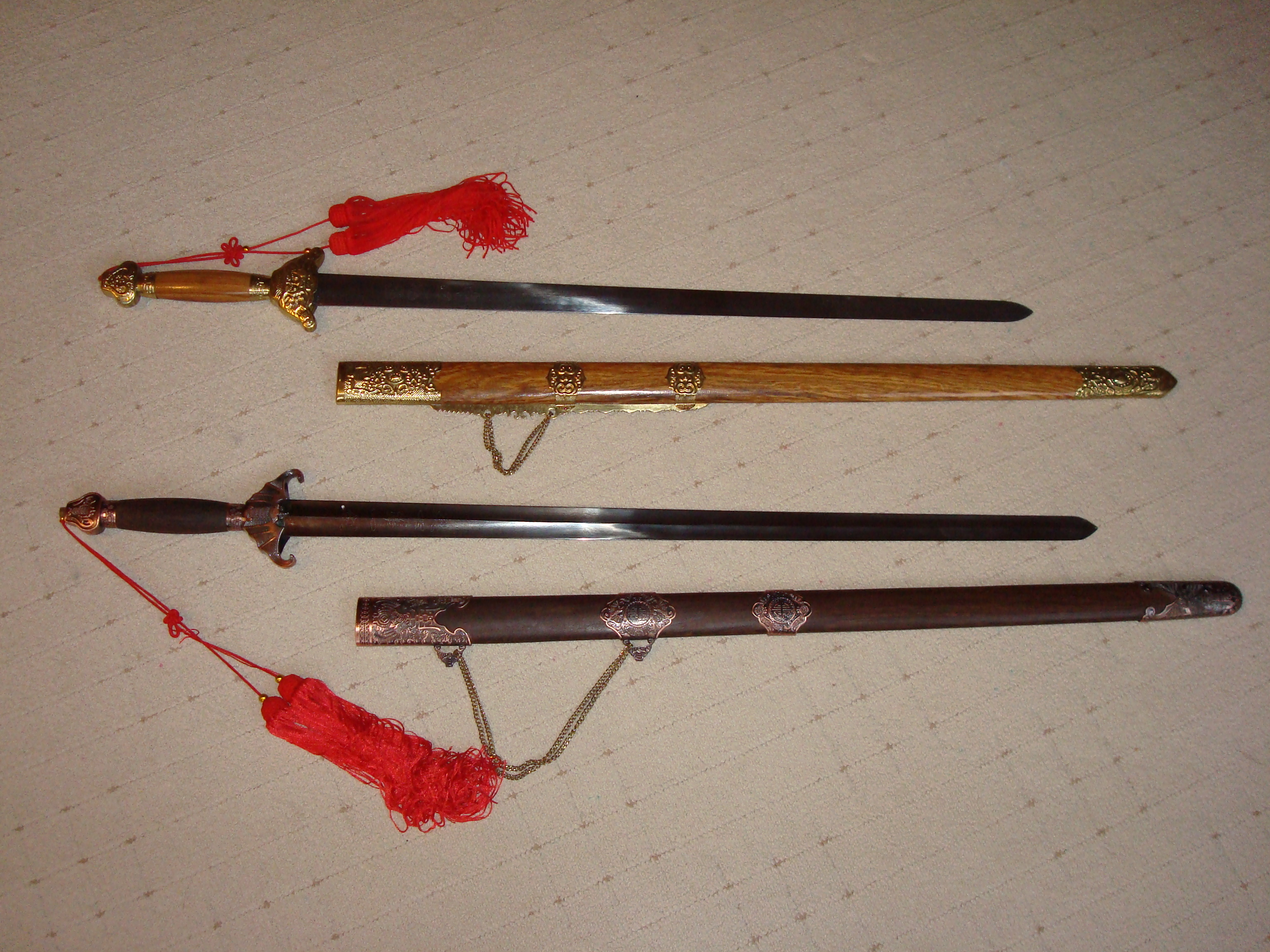
dos Taijijian

El Bat'leth va aparèixer més tard moltes vegades i es va fer conegut a la cultura pop.

## Recepció
El 2016, la història de K'Ehleyr a "Reunió" es va assenyalar com una de les conclusions més tristes de la franquícia "Star Trek". El 2017, Den of Geek va classificar el paper de Suzie Plakson com a K'Ehleyr com una de les deu millors estrelles convidades a Star Trek: La nova generació, destacant la seva actuació en aquest episodi i en l'episodi anterior que va presentar el personatge, "L'emissària".
El 2017, Den of Geek va classificar aquest episodi com un dels 25 capítols que cal veure'n més de Star Trek: La nova generació.
El 2017, Comic Book Resources va classificar Worf i K'Ehleyr com la novena millor relació romàntica de la franquícia Star Trek fins aleshores, assenyalant la seva introducció a l'episodi anterior "L'emissària". Noten que en aquest episodi torna amb el fill de Worf, però és assassinada per Duras.
Keith R. A. DeCandido de Tor.com va puntuar l'episodi deu sobre deu. El considera com un episodi absolutament destacat de Star Trek: La nova generació, que explica una història molt emocionant tant a nivell personal (el retorn de K'Ehleyr i la introducció del fill de Worf, Alexander) com polític (la transferència de poder entre els klíngons). DeCandido va elogiar l'excel·lent direcció de Jonathan Frakes, així com l'actuació de Patrick Stewart i els actors klíngons Dorn, Plakson, Cooper, Massett i O'Reilly. Segons la seva opinió, la mort de K'Ehleyr agafaria l'audiència per sorpresa, ja que no sembla un personatge secundari típic que mor en la seva segona aparició. La lluita posterior de Worf contra Duras sembla un cop alliberador i està excel·lentment coreografiada.
Zach Handlen de The A.V. Club va donar a l'episodi una qualificació de B+.

## Llegat
K'Ehleyr es va suggerir com a inspiració per al posterior personatge principal de Star Trek B'Elanna Torres. Pel que fa a la continuïtat de la sèrie, proporciona una història d'origen per al fill de Worf, Alexander.
L'episodi va introduir el bat'leth a la sèrie, que es va convertir en l'arma icònica dels klíngons.

## Llançaments
"Reunió" es va publicar amb la caixa del DVD de la quarta temporada de Star Trek: La nova generació, llançat als Estats Units el 3 de setembre de 2002.